# 1964 في رومانيا
فيما يلي قوائم الأحداث التي وقعت خلال عام 1964 في رومانيا.

## رياضة
- 7 يوليو – دوري الدرجة الأولى الروماني 1963–64 الفائز دينامو بوخارست.

## مواليد

### يناير
- 1 يناير – ماريوس أوبريا

### فبراير
- 13 فبراير – سابا لاسلو لاعب كرة قدم.

### مارس
- 4 مارس – إميليا إيبرل لاعبة جمباز فني رومانية.

### أبريل
- 5 أبريل – ماريوس لاكاتوش لاعب كرة قدم روماني.
- 10 أبريل – إيلينا جورجيسكو مُجدّفة رومانية.

### مايو
- 20 مايو – ميودراغ بيلوديديتشي لاعب كرة قدم روماني.

### أغسطس
- 9 أغسطس – دوميترو ستانغاسيو لاعب كرة قدم روماني.

### أكتوبر
- 16 أكتوبر – إديث ماتي لاعبة كرة يد نمساوية.
- 26 أكتوبر – إليسابيتا ليبا مُجدّفة رومانية.

### ديسمبر
- 4 ديسمبر – سيفيل شحادة سياسية رومانية.

## وفيات

### يناير
- 1 يناير – يعقوب فيليكان (مواليد 1914) لاعب كرة قدم روماني.

### يوليو
- 13 يوليو – جويل براند (مواليد 1906) موظف ألماني.

### سبتمبر
- 15 سبتمبر – ويليام إس. دارلينغ (مواليد 1882)